# Pedro Catalão
Pedro Vilas Boas Catalão (Ilhéus, 22 de fevereiro de 1914 - 15 de abril de 2001) foi um médico e político brasileiro.

## Biografias
Filho de Pedro Levirio Catalão e Belanísia Vieira Catalão, Pedro Vilas Boas Catalão nasceu em Ilhéus, no interior do estado da Bahia, no ano de 1914. É irmão do também político Eduardo Catalão, Ministro da Agricultura no governo Café Filho e Deputado federal e Senador da Bahia.
Mudou-se para Salvador, capital do estado baiano para realizar seus estudos secundários parte no Colégio Ipiranga e o restante no Centro Educacional Carneiro Ribeiro. Posterior aos estudos básicos, ingressou no curso da Medicina na Faculdade de Medicina da Bahia, instituto vinculado a Universidade Federal da Bahia (UFBA), onde formou-se no ano de 1933 e especializou-se posteriormente em Otorrinolaringologia. Em sua passagem pela universidade publicou a tese "Ionização no Tratamento das Superações Articulares".
Após a formação, mudou-se para o estado de Santa Catarina, onde clinicou entre os anos de 1941 e 1944 e posteriormente retornou ao estado baiano, onde medicou até o ano de 1950. Nesse ano, tornou-se prefeito de sua cidade natal, em Ilhéus, sendo eleito da cidade pelo Partido Trabalhista Brasileiro (PTB), partido de Getúlio Vargas. Foi prefeito da cidade até outubro de 1954, quando foi eleito Deputado estadual da Bahia, assumindo o cargo no ano seguinte, onde integrou a Comissão de Saúde da Assembleia Legislativa da Bahia (ALBA).
Após o término de seu mandato como Deputado estadual, em outubro de 1959, foi eleito Deputado federal pela Bahia ano de 1962. Como legislador federal, ocupou o cargo de titularidade na Comissão de Saúde e suplente na Comissão de Relações exteriores. Na posição de Deputado federal, defendeu o intervencionismo econômico apoiando o monopólio estatal de petróleo da Petrobrás e apoiou as reformas de base, proposta pelo então presidente da república, João Goulart, reformas de caráter esquerdista no plano econômico.
Com o golpe militar de 1964 e a dissolução dos partidos políticos a partir da resolução do Ato Institucional n.º 5 (AI-5), Catalão ingressou nas fileiras  do Movimento Democrático Brasileiro (MDB), partido de oposição ao regime militar. Na oposição, concorreu a reeleição ao cargo no ano de 1966, mas angariou apenas a vaga de suplente.
Após a derrota eleitoral de 1966, desligou-se da vida pública e voltou para Ilhéus, onde passou a administrar suas fazendas de produção de cacau na região. Após o retorno a sua cidade de natal, migrou para a cidade de São Paulo onde abriu seu consultório médico, voltando ao exercício da medicina e afastando-se de vez da vida pública.

### Morte
Catalão morreu aos oitenta e sete anos de idade, no ano de 2001.